# Biološki odsjek Prirodoslovno-matematičkog fakulteta Sveučilišta u Zagrebu
Biološki odsjek jedan je od sedam odsjeka Prirodoslovno-matematičkog fakulteta Sveučilišta u Zagrebu. Ustrojen je obavljanje djelatnosti visokog obrazovanja i znanosti u polju biologije. Sjedište odsjeka je u Zagrebu, na Rooseveltovom trgu 6., a neki kolegiji se održavaju i u zgradi PMF-a na Horvatovcu. Botanički vrt, jedan od najpoznatijih zagrebačkih javnih prostora, dio je Biološkog odsjeka. Pročelnik odsjeka je prof. dr. sc. Goran Klobučar.

## Povijest
Prvi studij biologije u hrvatskoj bio je u okviru Mudroslovnog fakulteta, tadašnjeg Kraljevskog sveučilišta Franje Josipa I. u Zagrebu, današnjem sveučilištu u Zagrebu. Prvo predavanje održano je 21. travnja 1876. godine,kada je profesor Bohuslav Jiruš započeo s predavanjima iz botanike. Profesor Spiridion Brusina održavao je predavanja iz zoologije. Botanika i zoologija bile su jedine grane biologije u to doba. Biologija se, kao i ostale prirodne znanosti, održavala na Filozofskom fakultetu, sve do 1946. kada je osnovan Prirodoslovno-matematički fakultet. U početku je osnovan Biološki odjel, koji je imao dva zavoda Botanički i Zoologijski. Godine 1963. osnovan je Zavod za animalnu fiziologiju (tada Zavod za fiziologiju životinja). Biologija se kao znanost, tijekom 20. stoljeća, vrlo brzo razvijala, pa se pojavila potreba za osnivanjem novih zavoda koji bi se bavili biologijom na mikro razini i molekularnoj razini. Zato je 1989. godine osnovan Zavod za molekularnu biologiju a 2010. godine Zavod za mikrobiologiju. 1995. godine Biološki odjel postaje Biološki odsjek s većom samostalnošću unutar Prirodoslovno-matematičkog fakulteta, u odnosu na odjel.

## Ustrojstvo
- Botanički zavod s Botaničkim vrtom

- Zoologijski zavod

- Zavod za animalnu fiziologiju

- Zavod za molekularnu biologiju

- Zavod za mikrobiologiju

- Katedra za metodiku nastave biologije,

- Katedra za tjelesnu i zdravstvenu kulturu PMF-a

- Središnja biološka knjižnica

## Studiji
Na odsjeku se provode preddiplomski, diplomski, integrirani preddiplomski i diplomski te poslijediplomski sveučilišni studiji. 

### Preddiplomski studiji[5]
- Preddiplomski studij biologije (trajanje 3 godine)
- Preddiplomski studij molekularne biologije (trajanje 3 godine)
- Preddiplomski studij znanosti o okolišu (trajanje 3 godine)

### Integrirani preddiplomski i diplomski studij
- Integrirani preddiplomski i diplomski studij biologije i kemije (trajanje 5 godina), nastavnički smjer

### Diplomski studiji[6]
- Diplomski studij eksperimentalne biologije
  - Moduli: fiziologija i imunobiologija, botanika, zoologija
- Diplomski studij molekularne biologije[7]
- Diplomski studij znanosti o okolišu
  - Modul biološka zaštita okoliša
- Diplomski studij Ekologija i zaštita prirode
- Dislocirani diplomski studij Bioindustrijske tehnike Sveučilišta u Orleansu, u Francuskoj

  - (samo za studente pete godine Prehrambeno-biotehnološkog fakulteta, diplomskog studijskog programa

Molekularne biotehnologije i studente pete godine Prirodoslovno-matematičkog fakulteta, 
diplomskog studijskog programa Molekularne biologije)

### Doktorski studij
Poslijediplomski doktorski studij traje tri godine i vrednuje se sa 180 ECTS bodova, koji se ostvaruju putem upisanih kolegija, znanstvenih aktivnosti vezanih uz izradu doktorske disertacije i izbornih aktivnosti (sudjelovanje na znanstvenim skupovima, radionicama i usavršavanjima, znanstvena produkcija, sudjelovanje u nastavi na Sveučilištu i dr.). 

Doktorska disertacija može biti napisana u obliku monografije ili prema tzv. 
Skandinavskom modelu, u kojemu središnji dio disertacije čine barem tri
znanstvena rada koji čine zajedničku cjelinu. Moraju biti objavljeni u časopisima s međunarodnom recenzijom, od čega dva rada 
moraju biti u časopisima koje citira baza SCI. Doktorand mora bit prvi autor u najmanje dva, te mora imati suglasnost koautora za korištenje u disertaciji.